# دافيد ميريستام
دافيد ميريستام (بالسويدية: David Myrestam)‏ (4 أبريل 1987 في السويد - ) هو لاعب كرة قدم سويدي في مركز الدفاع. لعب مع نادي هاوغسوند وUmeå FC ‏ وMariehem SK ‏ ونادي سوندسفال ‏.

## روابط خارجية
- دافيد ميريستام على موقع اتحاد السويد (السويدية)
- دافيد ميريستام على موقع قاعدة بيانات كرة القدم.إي يو (الإنجليزية)
- دافيد ميريستام على موقع Soccerway.com (الإنجليزية)